# انقلاب رومانی
انقلاب رومانی (به رومانیایی: Revoluția Română)، که همچنین به عنوان انقلاب کریسمس (رومانیایی: Revoluția de Crăciun) نیز شناخته می‌شود، به دوره‌ای از ناآرامی‌های مدنی در رومانی در دسامبر ۱۹۸۹ گفته می‌شود که بخشی از انقلاب‌های ۱۹۸۹ در چندین کشور گوناگون جهان بود. انقلاب رومانی در شهر تیمیشوارا آغاز گشت و به‌زودی در سراسر کشور گسترش یافت، که در پایان منجر به محاکمه و اعدام سردبیر حزب کمونیست رومانی، نیکلای چائوشسکو و همسرش النا چائوشسکو شد و به ۴۲ سال حکومت کمونیستی در رومانی پایان داد. این انقلاب همچنین منجر به آخرین حذف یک حکومت مارکسیست-لنینیست در یک کشور عضو پیمان ورشو شد و تنها انقلابی بود که با خشونت رهبری یک کشور را سرنگون و اعدام کرد. بر پایه برآوردها، بیش از یک هزار نفر کشته و هزاران نفر دیگر زخمی شدند.

## پیش‌زمینه
به دنبال جنگ جهانی دوم، رومانی در سال ۱۹۴۷ تحت حوزهٔ نفوذ شوروی قرار گرفت و حکومت کمونیستی پیاده‌سازی شد. هنگامی که در آوریل ۱۹۶۴ رومانی از نفوذ شوروی جدا شد، نیکلای چائوشسکو در همان سال رهبری کشور را بر عهده گرفت. تحت چیرگی او، رومانی کاهش مختصری از سرکوب داخلی را تجربه کرد که منجر به تصویری مثبت هم در داخل و هم در غرب شد. در میان تنش‌های اوایل دههٔ ۱۹۸۰، اعتراضات نخستین در شهر تیمیشوارا توسط اقلیت مجاری صورت گرفت که پاسخی به تلاش حکومت برای اخراج لاسلو توکش، کشیش کالوینیست مجاری بود. در پاسخ، رومانیایی‌ها به دنبال برکناری چائوشسکو و تغییر دولت با توجه به رویدادهای مشابه گذشته در کشورهای همسایه بودند. پلیس مخفی همه‌جاحاضر کشور، سکوریتاته، که یکی از بزرگ‌ترین‌ها در کشورهای بلوک شرق بود، برای دهه‌ها عامل اصلی سرکوب مخالفت‌های مردمی بود و به‌طور پشت‌سرهم و خشونت‌آمیز اختلافات سیاسی را خنثی می‌کرد و در نهایت ثابت شد که نمی‌تواند جلوی شورش در حال ظهور و بسیار مرگبار و موفقیت‌آمیز مردم را بگیرد.
ناخوشی اجتماعی و اقتصادی مدتی در جمهوری سوسیالیستی رومانی به ویژه در سال‌های ریاضت اقتصادی دههٔ ۱۹۸۰ وجود داشت. اقدامات ریاضتی تا حدی توسط چائوشسکو برای بازپرداخت بدهی‌های خارجی کشور طراحی شد. اندکی پس از یک سخنرانی عمومی ناموفق توسط چائوشسکو در پایتخت بخارست که برای میلیونها رومانیایی از تلویزیون دولتی پخش شد، اعضای درجه یک ارتش به اتفاق آرا از حمایت از دیکتاتور خارج شدند و از معترضان حمایت کردند. شورش، خشونت خیابانی و کشتار در برخی شهرهای رومانی در طول کمابیش یک هفته منجر به فرار دیکتاتور رومانی در کنار همسرش از شهر در ۲۲ دسامبر شد. فرار از دستگیری با خروج عجولانه از طریق هلیکوپتر، این زوج را هم به عنوان فراری و هم مجرم جنایات متهم به تصویر کشید. آن‌ها سپس در تیرگوویشته اسیر شدند و در یک محاکمه صحرایی، به جرم نسل‌کشی، آسیب به اقتصاد ملی و سوءاستفاده از قدرت برای کنش‌های نظامی ضد مردم رومانی محاکمه شدند. آنها به تمام اتهامات وارده مجرم شناخته شدند، به اعدام محکوم شدند و بلافاصله در روز کریسمس ۱۹۸۹ اعدام شدند و آخرین افرادی بودند که در رومانی محکوم به اعدام شدند، زیرا مجازات اعدام بلافاصله پس از انقلاب لغو شد. چندین روز پس از فرار چائوشسکو، نبردها و جنگ‌های خیابانی میان سربازان انقلابی و سکوریتاته‌های پشتیبان چائوشسکو ادامه یافت. بیمارستان‌های بخارست نزدیک به هزاران غیرنظامی را درمان می‌کردند. به دنبال یک اولتیماتوم، بسیاری از اعضای سکوریتاته در ۲۹ دسامبر تسلیم شدند با این تضمین که محاکمه نخواهند شد.

## نارضایتی‌ها
نارضایتی حاکم در بین مردم رومانی خود را با انتشار نامه‌ای از سوی شش کمونیست سابق به نمایش گذارد. این نامهٔ انتقادی که یکی از امضا کنندگان آن کورنلیو مانسکو، رئیس سابق مجمع عمومی سازمان ملل بود، در روز ۱۰ مارس ۱۹۸۹ در روزنامهٔ نیویورک تایمز منتشر شد. نویسنده این نامه سیلویو بروکان بود که رهبر ایدئولوژیک «جبههٔ نجات ملی» محسوب می‌شود. پیش از این نیز به هنگام کنگرهٔ چهاردهم حزب کمونیست رومانی، نامه‌ای از سوی همین جبهه منتشر شد که از اعضای کنگره خواسته بود نیکلای چائوشسکو، رهبر حزب را از کار برکنار کنند.

## ناآرامی‌های تیمیشوارا
آتش انقلاب رومانی در شهر کوچک مرزی، تیمیشوارا برافروخته شد. این شهر قبلاً هم شاهد ناآرامی‌هائی بود که توسط نیروهای امنیتی سریعاً در نطفه خفه شده بود. در این شهر، لاسلو توکس، کشیش وابسته به کلیسای رفورمیستی مجارستان روز ۱۰ دسامبر سال ۱۹۸۹، زیر فشار مسوولان حکومت کمونیستی اعلام کرد که ناگزیر به مهاجرت است. او مأموران امنیتی را به نفوذ در کلیسا و به مداخله در امور دینی و معنوی متهم کرده بود. این کشیش گمنام می‌گفت: «مردمی که در نخستین ساعات گرد آمدند از اعضا کلیسای خود ما بودند، اما بعد، ساعت به ساعت بسیاری از مردم شهر فارغ از باپتیست، ارتدکس، مجار و کاتولیک بودنشان و فارغ از کیش و آیین و ملیتشان به ما پیوستند».
روز بعد مسئولان حکومتی از جمله شهردار، به کلیسای کشیش توکس آمدند و از اجتماع‌کنندگان خواستند که پراکنده شوند. معترضان، آنان را هو کردند و تمامی راه‌های مجاور کلیسا را بستند. آن‌ها فریاد می‌زدند: آزادی! آزادی!
به گفتهٔ لاسلو توکس، مردم انگیزهٔ اولیهٔ اعتراض‌شان را از یاد برده و دیگر خواستار سرنگونی نظام بودند.

## چائوشسکو در تهران
در حالی که ساعت ۱۰ صبح روز ۱۷ دسامبر سال ۱۹۸۹ ژنرال استانکولسکو در شهر تیمیشوارا وضعیت فوق‌العاده اعلام کرد، نیکلای چائوشسکو رهبر رومانی در تهران در حال نهادن دسته گل بر قبر روح‌الله خمینی بود.
در همان روز ارتش و نیروهای سازمان امنیت، سکوریتاته، بر روی مردم در تیمیشوارا آتش گشودند که ۵۸ نفر کشته و ۹۲ نفر زخمی شدند. روز ۱۹ دسامبر وقتی چائوشسکو از تهران بازگشت در پیامی تلویزیونی ناآرامی‌ها را کار عوامل و جاسوسان خارجی دانست.
دو روز بعد ۱۵ قطار با ۲۰ هزار نفر از اعضای «گارد وطن» که از طرفداران چائوشسکو محسوب می‌شدند، مسلح به چماق و میله‌های آهنی بسوی شهر تیمیشوارا روانه شدند. به آن‌ها گفته شده بود که «مجارها کنترل شهر را برعهده گرفته‌اند». وقتی که آن‌ها در مرکز شهر با ۱۵۰ هزار تظاهرکننده روبرو شدند، در پایان آن روز با این خبر به شهرهای خود بازگشتند که «دولت فریب‌شان داده‌است».

## سخنرانی چائوشسکو
در ۲۱ دسامبر، در حالی که ۱۱۰ هزار نفر در مرکز شهر بخارست جمع شده بودند، چائوشسکو خطاب به آنان مثل همیشه از پیشرفت‌های سوسیالیستی سخن راند. در حالی که در آغاز مردم عکس‌العملی نسبت به این سخنان از خود نشان ندادند، ناگهان جو تغییر کرد و او با هو کردن‌های مردم و شعار «مرگ بر دیکتاتور» روبرو شد.
او که بهت زده شده بود، بدون هیچ برنامهٔ از پیش تعیین شده‌ای نخست ۱۰۰ لی بر حقوق کارگران افزود. همسر چائوشسکو، النا که در کنارش ایستاده بود به کمکش شتافت و به او گفت: «با مردم صحبت کن، با مردم صحبت کن». چائوشسکو نیز در عکس‌العمل به وضعیت در میدان به مردم می‌گفت: «آرام باشید، آرام باشید.»
در روز ۲۲ دسامبر چائوشسکو در نشست کمیتهٔ مرکزی خبر «خودکشی» وزیر دفاع که «خیانت او برملا شده بود» را به اطلاع اعضا رساند، برداشت مردم و نظامیان این بود که وزیر دفاع به دلیل امتناع از سرکوب و کشتار مردم به قتل رسیده‌است. حوالی ساعت نه و نیم صبح مرکز بخارست مملو از تظاهرکنندگان شده بود.
ساعت ۱۰ صبح تلویزیون وضعیت فوق‌العاده برای کشور اعلام کرد و تجمع بیش از ۵ نفر را غیرقانونی اعلام کرد. چائوشسکو با اعلام مرگ وزیر دفاع، ویکتور استانکولسکو (Victor Stănculescu) را به وزرات دفاع منصوب کرد. استانکولسکو، چائوشسکو را متقاعد کرد که با هلیکوپتر کاخ ریاست جمهوری را ترک کند. استانکولسکو همچنین بدون مشورت با چائوشسکو به نیروهای نظامی دستور داد که به پادگانهای خود برگردند. هنگامی که مردم به کاخ ریاست جمهوری حمله کردند، نیروهای تحت امر استانکولسکو از خود مقاومتی نشان ندادند. استانکولسکو با اجتناب از اجرای دستورهای چائوشسکو، در حالی که همچنان فرمانده نیروهای نظامی بود، نقشی کلیدی در انقلاب رومانی ایفا کرد. چائوشسکو یک بار دیگر هم تلاش کرد که با سخنرانی از بالکن ساختمان ریاست جمهوری مردم را به آرامش دعوت کند، اما جمعیت خشمگین تلاش او را ناموفق گذاشتند و در همین حال عده‌ای وارد کاخ ریاست جمهوری شده و تلاش کردند تا خود را به بالکن برسانند. ساعت ۱۱ و ۲۰ دقیقه روز ۲۲ دسامبر هلی‌کوپتری بر بام کاخ ریاست جمهوری نشست و در حالی که مردم به درون ساختمان رخنه کرده بودند، چائوشسکو و همسرش موفق به فرار شدند. در عصر همان روز، استانکولسکو، از میان گروه‌های متعددی که برای پرکردن خلاء قدرت تلاش می‌کردند، گروه سیاسی زیر نظر ایون ایلیسکو (Ion Iliescu) را انتخاب کرد تا مورد حمایت قراردهد. ساعت ۱۳ رادیو و تلویزیون به دست مردم افتاد و میرسا دنیسکو شاعری که در حبس خانگی بسر می‌برد در یک سخنرانی خبر فرار دیکتاتور را اعلام کرد. یک ساعت بعد ایون ایلیسکو خبر تشکیل «جبهه نجات ملی» را اعلام کرد.

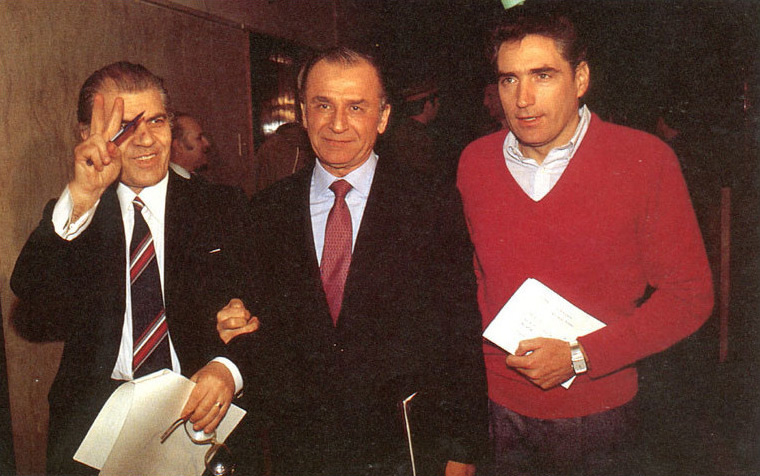
ایون ایلیسکو (وسط) و اعضای جبهه نجات ملی، دومیترو مازیلو (چپ) و پتر رومان (راست)، ۲۳ دسامبر ۱۹۸۹ یک روز پس از اعلام تشکیل جبهه نجات ملی

## فرار و اعدام چائوشسکو
سرگرد مالوتان خلبان هلی‌کوپتری که چائوشسکو و همسرش با آن موفق به فرار شدند، پس از اینکه آگاه شد در پایتخت انقلاب شده‌است، آن‌ها را به بهانه اینکه بزودی مورد حمله پدافند هوائی قرار خواهند گرفت، در نزدیکی اتوبان شماره هفت پیاده کرد. محافظان چائوشسکو جلوی دو اتومبیل را گرفتند تا از اتومبیلشان استفاده کنند. راننده اتومبیل دوم که یک دوچرخه ساز بود به آن‌ها اطمینان داد که اداره دفع آفات نباتی مخفیگاه خوبی برای آن‌ها خواهد بود. رئیس اداره این دو را به انباری در این اداره برد و در انبار را قفل کرد و سپس به پلیس اطلاع داد. پس از آن نیروهای ارتش به فرماندهی افسری به نام دینو، چائوشسکو و همسرش را به پادگان تارگوویستر منتقل کردند. سرگرد مالوتان خلبان هلی‌کوپتر در سال ۱۹۹۵ پس از برخورد هلیکوپترش به سیم هوایی برق فوت کرد. دینو به‌طور نامعلومی فوت کرد.
در روز ۲۴ دسامبر «جبههٔ نجات» تصمیم به محاکمه چائوشسکو گرفت. فردای آن روز دادگاه نظامی تشکیل و چائوشسکو در آن به اعدام محکوم شد. ساعت ۳ بعد ازظهر همان روز حکم به اجرا درآمد و دو روز بعد فیلم اجرای حکم از تلویزیون پخش شد.

## دولت جدید
پس از رفتن چائوشسکو، حال و هوای جمعیت در میدان کاخ جشن‌گونه شد، شاید حتی بیشتر از دیگر کشورهای سابق بلوک شرق، به دلیل خشونت‌های اخیر. مردم گریه می‌کردند، فریاد می‌زدند و به یکدیگر هدیه می‌دادند، عمدتاً به این دلیل که این زمان نزدیک به روز کریسمس بود، تعطیلی که برای مدت طولانی در رومانی سرکوب شده بود. اشغال ساختمان کمیته مرکزی همچنان ادامه داشت.
مردم نوشته‌های چائوشسکو، پرتره‌های رسمی و کتاب‌های تبلیغاتی او را از پنجره‌ها بیرون انداختند و قصد داشتند آن‌ها را بسوزانند. آن‌ها همچنین بلافاصله حروف عظیمی را که کلمه "کمونیست" را در شعار "زنده باد حزب کمونیست رومانی!" تشکیل می‌داد، از روی سقف کندند. دختری جوان بر بام ساختمان ظاهر شد و پرچمی را تکان داد که نشان ملی از آن کنده شده بود.
در همان زمان، در فرودگاه بین‌المللی اوتوپنی بخارست، درگیری‌های شدیدی بین نیروهایی که برای مقابله با یکدیگر فرستاده شده بودند، جریان داشت. به آن‌ها گفته شده بود که قرار است با تروریست‌ها مقابله کنند. در ساعات اولیه صبح، نیروهایی که برای تقویت امنیت فرودگاه اعزام شده بودند، هدف تیراندازی قرار گرفتند. این نيروها پایگاه نظامی ا.م. ۰۸۶۵ کامپینا بودند و به دستور ژنرال ایون روس، فرمانده نیروی هوایی رومانی، به آنجا فراخوانده شده بودند.  اين درگیری منجر به کشته شدن هشت غیرنظامی و چهل سرباز شد. کامیون‌های نظامی اجازه ورود به محوطه فرودگاه را داشتند و از چندین ایست بازرسی عبور کردند. و اما پس از گذر از آخرین ایست بازرسی، از جهات مختلف مورد تیراندازی قرار گرفتند. یک اتوبوس غیرنظامی نیز در جریان تیراندازی هدف قرار گرفت. پس از پایان درگیری، سربازان بازمانده توسط نیروهای مستقر در فرودگاه اسیر شدند، زیرا به نظر می‌رسید که نگهبانان فرودگاه آن‌ها را وفادار به رژیم چائوشسکو می‌دانستند.

### درگیری و خشونت‌های ادامه‌دار
هنوز هیچ مدرک علمی‌ای وجود ندارد که نشان دهد نیروهای قابل‌توجهی وفادار به رژیم سابق بوده‌اند. بلکه، درگیری‌ها و خشونت‌هایی که پس از فرار چائوشسکو ادامه یافت، بیشتر به دلیل تبادل آتش اشتباهی میان مردم و نیروهای مسلح تلقی می‌شود. هیچ شواهد علمی‌ای وجود ندارد که نشان دهد واحدهای امنيتي علیه انقلاب جنگیده‌اند. منشأ این روایت را می‌توان در سخنرانی سرهنگ دوم میهای لوپوی در تاریخ  بیست و یافت. در این سخنرانی، او ادعا کرد که تنها نیروهای امنیتی (سکوریتاته) تا پیش از ۲۲ دسامبر به سمت معترضان شلیک کرده‌اند و از آن‌ها خواست که به ارتش بپیوندند. این سخنان باعث شد که مسئولیت کشته شدن معترضان به گردن  نیروهای امنیتی (سکوریتاته)  بیفتد، در حالی که هم ارتش و هم نیروهای امنیتی (سکوریتاته)   پیش از ۲۲ دسامبر به سوی معترضان شلیک کرده بودند.
بیشتر قربانیان در بازه زمانی ۲۲ تا ۲۵ دسامبر کشته شدند. در روز ۲۲ دسامبر، گروه کوچکی از افراد که بعداً هسته اصلی جبهه نجات ملی (Frontul Salvării Naționale, FSN) را تشکیل دادند، خواستار بسیج گسترده مردم برای دفاع از ایستگاه تلویزیونی شدند. این فراخوان باعث شد که نیروهای ارتش، گاردهای میهن‌پرست (چه در لباس نظامی و چه غیرنظامی) و شهروندان مسلح برای محافظت از ایستگاه تلویزیونی گرد هم آیند. بعدتر در همان شب، اعلام شد که یک کاروان از نیروهای ضدتروریستی به سمت مرکز تلویزیونی در حرکت است. این ادعا صحت نداشت، اما جو متشنج و پراضطرابی که از زمان فرار چائوشسکو شکل گرفته بود، شدت بیشتری پیدا کرد.
صحنه‌های درگیری‌های شدید مسلحانه در این دوره شامل ساختمان‌های تلویزیون، رادیو و تلفن بود، همچنین Casa Scânteii (مرکز رسانه‌های چاپی کشور، که امروزه با نام "خانه مطبوعات آزاد" (Casa Presei Libere) فعالیت می‌کند) و اداره پست در منطقه درومول تابری (Drumul Taberei)    از دیگر مکان‌های درگیری می‌توان به میدان کاخ (محل ساختمان کمیته مرکزی، اما همچنین شامل کتابخانه مرکزی دانشگاه، موزه ملی هنر در کاخ سلطنتی سابق، و سالن کنسرت آتنا رومانا (Ateneul Român)، دانشگاه و میدان دانشگاه (یکی از تقاطع‌های اصلی شهر)، فرودگاه‌های اوتوپنی و بنسا (Otopeni و Băneasa)، بیمارستان‌ها و وزارت دفاع اشاره کرد.
در طول شب ۲۲-۲۳ دسامبر، ساکنان بخارست در خیابان‌ها ماندند، به‌ویژه در مناطقی که مورد حمله قرار گرفته بودند، در حال مبارزه (و در نهایت پیروز شدن، به قیمت بسیاری از جان‌ها) با دشمنی فراری و خطرناک. با سردرگمی ارتش به دلیل دستورات متناقض، درگیری‌های واقعی رخ داد و بسیاری از تلفات واقعی به جا گذاشت. در ساعت ۲۱:۰۰ روز ۲۳ دسامبر، تانک‌ها و چند واحد شبه‌نظامی برای حفاظت از کاخ جمهوری وارد شدند.
در همین حال، پیام‌های حمایت از سرتاسر جهان به سوی رومانی سرازیر می‌شد از فرانسه (رییس جمهور فرانسوا میتران) از اتحاد جماهیر شوروی ( دبیر کل میخاییل گورباچوف) ، از مجارستان  (حزب سوسياليست مجارستان) از دولت جدید آلمان شرقی  (در آن زمان دو آلمان هنوز به‌طور رسمی وحدت نیافته بودند) از بلغارستان (پیتر ملادنوف، دبیرکل حزب کمونیست بلغارستان) و از چکسلواکی (لاستیسلاو آدامک، رهبر حزب کمونیست چکسلواکی و واسلاؤ هاول، نویسنده مخالف، رهبر انقلاب و رئیس‌جمهور آینده جمهوری چک) ، وزیر خارجه چین و از ایالات متحده (رئیس‌جمهور جورج هربرت واکر بوش) و از کانادا (نخست‌وزیر برایان مالرونی) و از آلمان غربی (وزیر امور خارجه هانس دیتریش گنشر) و از ناتو (دبیرکل مانفرد ورنر) و از بریتانیا (نخست‌وزیر مارگارت تاچر) و از اسپانیا، اتریش، هلند، ایتالیا، پرتغال، ژاپن ، دولت یوگسلاوی سوسیالیستی فدرال و جمهوری مولداوی.
در روزهای بعد، حمایت‌های مادی به دنبال حمایت‌های معنوی آمد. مقادیر زیادی غذا، دارو، پوشاک، تجهیزات پزشکی وسایر کمک‌های انسانی به رومانی ارسال شد. در سراسر جهان، مطبوعات صفحات کامل و گاهی حتی شماره‌های کامل نشریات خود را به انقلاب رومانی و رهبران آن اختصاص دادند.
در ۲۴ دسامبر، بخارست هنوز شهری در حال جنگ بود. تانک‌ها، وسیله‌های نقلیه زرهی کامیون‌ها به گشت‌زنی در شهر ادامه می‌دادند ونقاط بحرانی را برای حفاظت احاطه کرده بودند. در تقاطع‌های نزدیک به اهداف استراتژیک، موانع جاده‌ای ساخته شده بود؛ تیراندازی اتوماتیک همچنان در داخل وأطراف میدان دانشگاه، گارا دو نورد (ایستگاه قطار اصلی شهر) ومیدان کاخ ادامه داشت. با این حال، در میان این آشوب، برخی از مردم در حال نگه داشتن درختان کریسمس موقتی دیده می‌شدند.
پزشکان در یکی از بیمارستان‌های بخارست گزارش دادند که روزها نخوابیده‌اند وتا ۳,۰۰۰ غیرنظامی را در اثر درگیری‌ها درمان کرده‌اند. تا ۲۷ دسامبر "فعالیت های تروریستی" ادامه یافت، زمانی که ناگهان متوقف شد. هیچ‌کس هرگز متوجه نشد که این فعالیت‌ها را چه کسی انجام داد یا چه کسی دستور توقف آن‌ها را صادر کرد.
کتابخانه مرکزی دانشگاه در شرایط نامشخصی به أتش كشيىه شد وبیش از ۵۰۰,۰۰۰ كتاب به همراه حدود ۳,۷۰۰ دست نوشته از بین رفتند.